# Kabinett Pfuel
Das Kabinett Pfuel bildete vom 21. September bis 1. November 1848 das von König Friedrich Wilhelm IV. berufene preußische Staatsministerium. Das Kabinett stellte den letzten Versuch dar, eine Verfassungsvereinbarung zwischen Krone und Preußischer Nationalversammlung herbeizuführen. Nach dem Rücktritt der Regierung führten die Minister ihre Ämter bis zur Bildung der Regierung Brandenburg am 8. November 1848 fort.
| Amt                                                    | Name                                                                 |
| ------------------------------------------------------ | -------------------------------------------------------------------- |
| Ministerpräsident, Krieg                               | Ernst von Pfuel                                                      |
| Äußeres                                                | August Heinrich Hermann von Dönhoff (interim)                        |
| Finanzen                                               | Gustav von Bonin                                                     |
| Geistliche, Unterrichts- und Medizinal-Angelegenheiten | Adalbert von Ladenberg (interim)                                     |
| Handel, Gewerbe und öffentliche Arbeiten               | Gustav von Bonin (als Finanzminister)                                |
| Justiz                                                 | Gustav Wilhelm Kisker                                                |
| Inneres                                                | Franz August Eichmann                                                |
| Landwirtschaft                                         | Franz August Eichmann (als Innenminister)                            |
| Krieg                                                  | Ludwig von Jenichen, 1.–8. November 1848 (Wahrnehmung der Geschäfte) |